# Сводный опытный механизированный полк (формирования 1929 г.)
Сводный опытный механизированный полк (сомп) — воинская часть механизированных войск РККА Вооружённых Сил Союза ССР.

## История

### 1929 год
17 июня Реввоенсовет Союза ССР (РВС СССР) принимает постановление, в котором говорилось о необходимости изучения бронесил, а для этого необходимо организовать в 1929 — 1930 годах постоянную опытную механизированную часть.
15 июля Центральный Комитет ВКП(б) принял Постановление «О состоянии обороны». Постановлением ЦК ВКП(б) утверждено Постановление РВС Союза ССР о создании механизированной части, в котором определена минимальная программа выпуска 3,5 тысячи танков в годы первой пятилетки.
С началом выпуска первых советских малых танков МС-1 (Т-18) серийного производства появилась возможность сформирования отдельных танковых рот и батальонов, поэтому в Красной Армии проведена реорганизация броневых сил. Войска могли на занятиях и учениях отрабатывать статьи Полевого устава 1929 года в том числе создание групп танков дальнего действия для действия без поддержки пехотой непосредственно в глубине вражеских позиций.
На базе 3-го отдельного танкового полка Московского военного округа создан «Сводный опытный механизированный полк», командир полка К. Б. Калиновский.
Полк имел в своём составе: 
- Танковый батальон 2-ротного состава;
- Артиллерийская батарея;
- Автобронедивизион;
- Мотострелковый батальон.

Полк прошёл всесторонние испытания в различной учебно-боевой обстановке.

### 1930 год
В мае в Московском военном округе в г. Наро-Фоминск на основе «Сводного опытного механизированного полка» сформируется первое в мире бронетанковое соединение — «Механизированная бригада» в составе танкового и моторизованного полков, разведывательного и артиллерийского дивизионов, специальных подразделений. На вооружении имело 60 танков (в том числе советские танки МС-1 (Т-18)), 32 танкетки, 17 бронемашин, 264 автомобиля и 12 тракторов.

## Полное наименование
Полное действительное наименование — Сводный опытный механизированный полк.

## В составе
- Московский военный округ, июль 1929 — май 1930

## Командование

### Командир полка
- К. Б. Калиновский